# 土佐藩

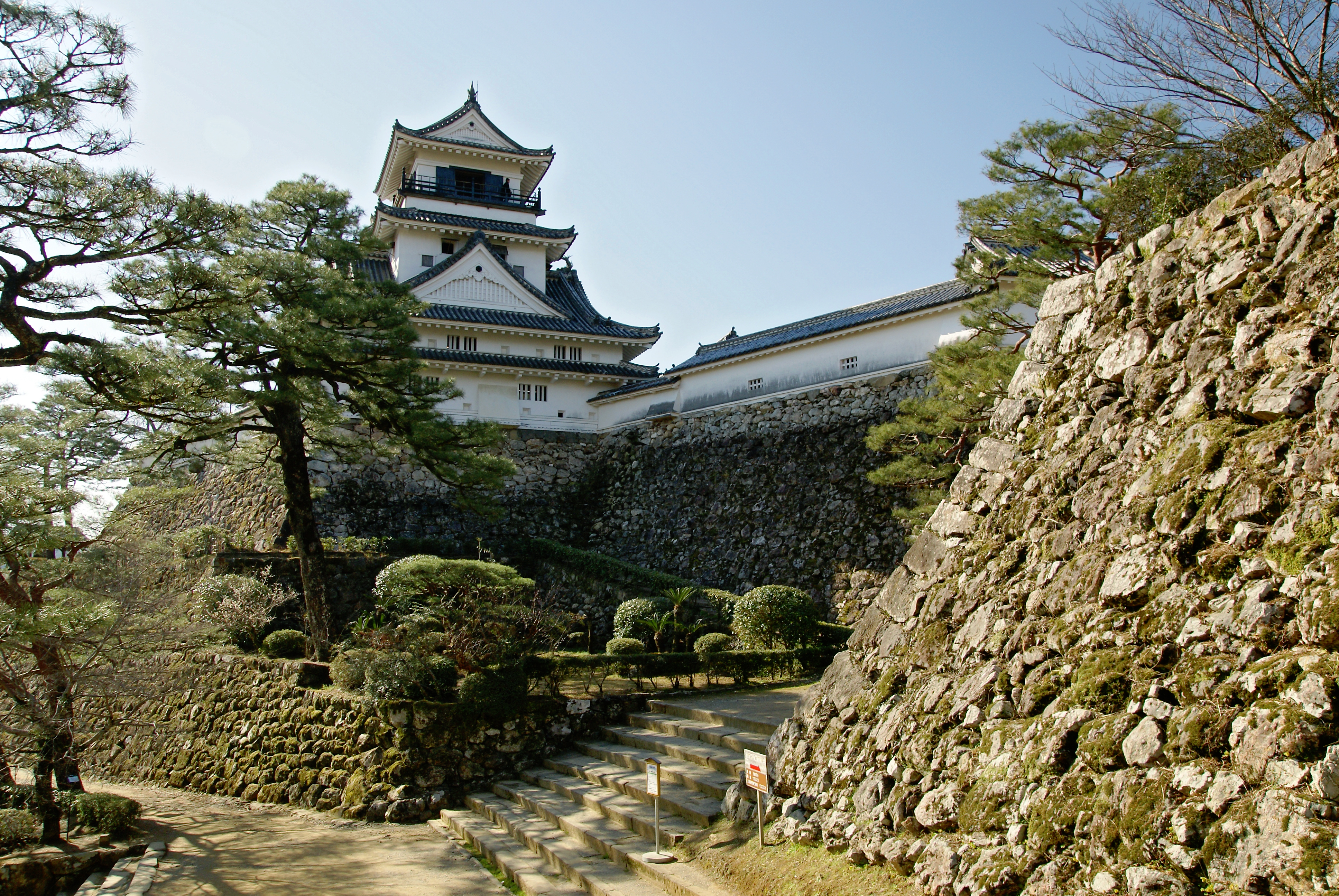
高知城是土佐藩的藩廳、藩主山內氏的居城

土佐藩（日语：／ Tosa han */?）是日本廢藩置縣實施之前於土佐國（位於四國島南部的太平洋側的高知縣）一帶的統稱，屬於外樣大名的屬藩，正式稱呼是高知藩（こうちはん），藩廳（類似該地的首府）為高知城（高知市）。

## 藩史

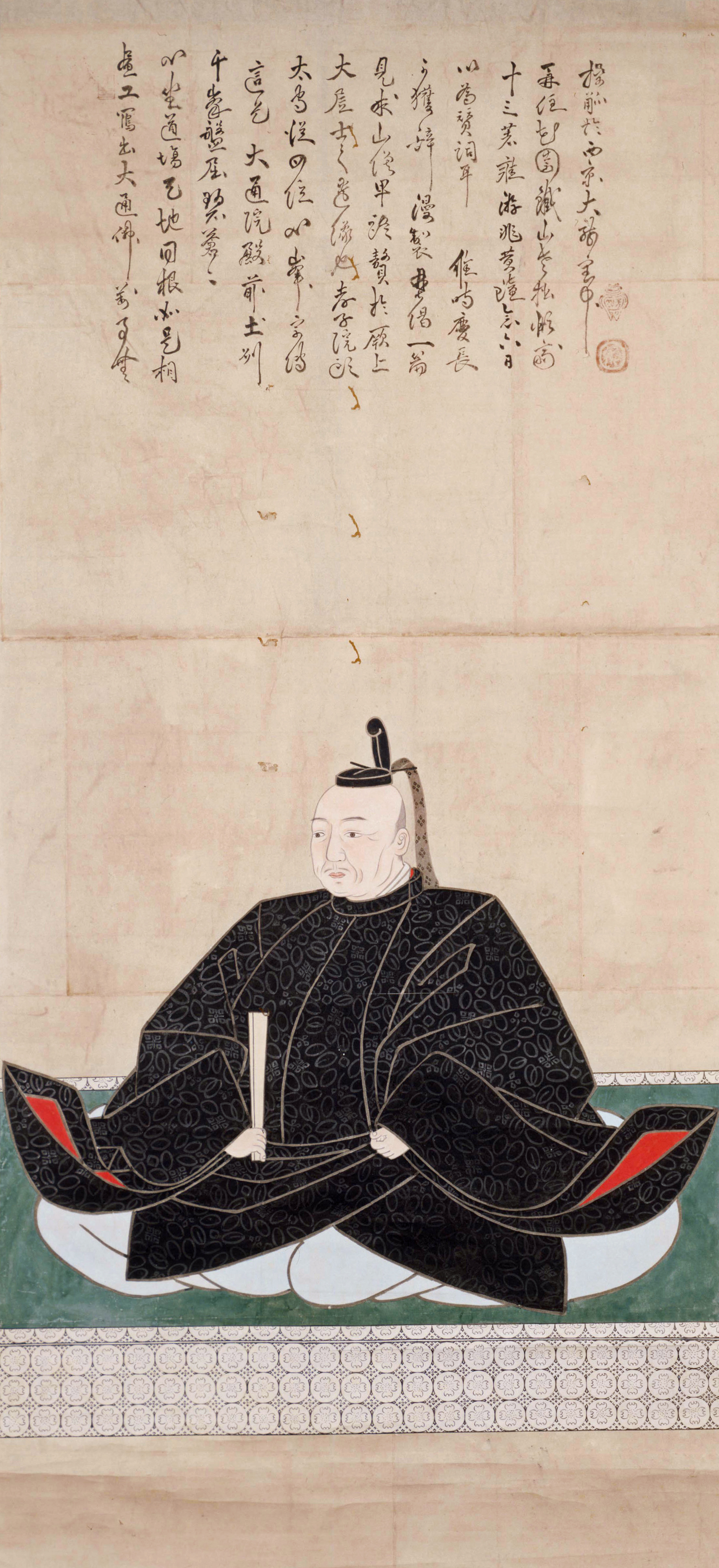
山內一豐

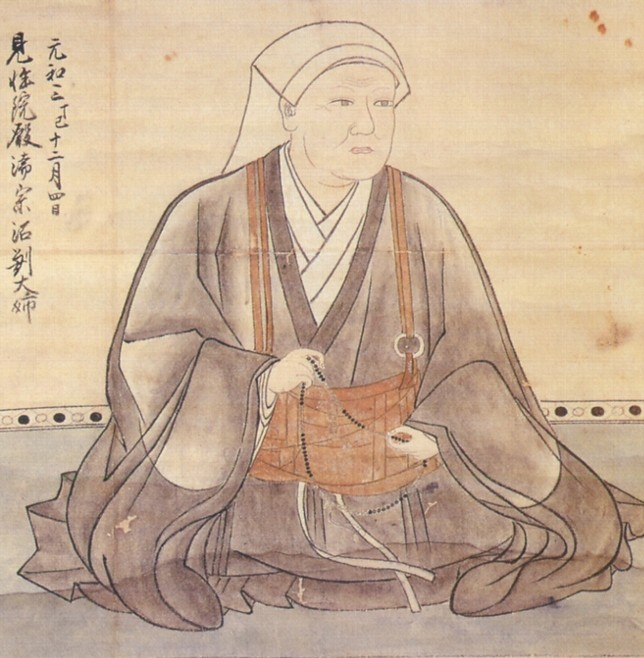
山內一豐正室：見性院（千代）

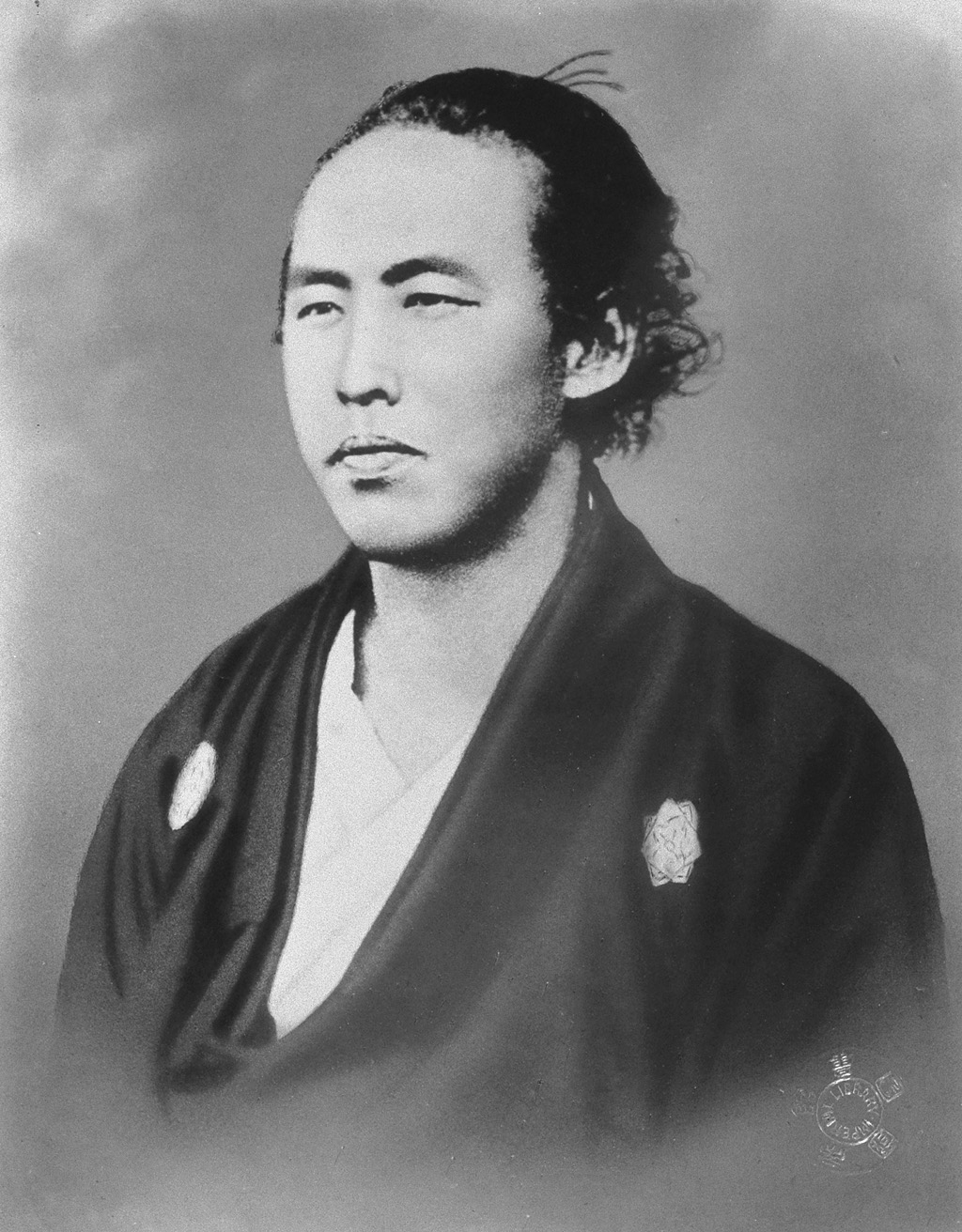
坂本龍馬

土佐藩一帶過去在戰國時代末期是由長宗我部氏（氏：家族的意思）所統治。慶長5年（1600年）的關原之戰時，長宗我部盛親以西軍身份參戰，戰後遭貶並去除領地權力，改由山內一豐接替，山內一豐是德川家康的愛將，原有的領地是遠江國的掛川城（現在的靜岡縣掛川市附近），掛川的石高（領地的穀物年產量，是衡量受封賞賜多寡的量化依據）為6.9萬石，改封土佐國則擁有20萬石，獲得大幅提昇，如此山內氏一直統領該地到明治時代為止。
領主的家族姓氏雖然替換了，但由於土佐過去施行一領具足制度所以有許多長宗我部氏的舊臣，為了防止舊臣抗拒新統領，高知城內的核心高層為山內系的武士（藩士、上士），而舊臣則被打入外圍低層（鄉士、下士），這種雙層性的治理結構使上下少有往來互動，一直到幕府末年才有了中層接續性。
一開始，山內一豐先在長宗我部氏的舊城：浦戸城發展城下町及沿海狹窄地區，此處成為今日高知市市中心與城外商店街，而藩政的確立大體是從第2代的山內忠義開始，山內忠義採行野中兼山的新田開發政策，然第3代的山內忠豐繼任後，過往不滿野中兼山過度強嚴的政敵對其提出彈劾因而失勢，之後身故。
土佐藩的財政一直到江戶時代的中期才逐漸安定。寶曆期（1751年 - 1764年）之後因農民拒繳重稅、高利貸而發起一揆（團結的意思，指農民武裝起義、武裝暴動）使人民向外地逃散，財政因而動搖。
之後，第9代的山內豐雍提倡以節儉樸素為主的藩政改革（天明的改革）使藩政稍有好轉，然而到了第13代的山內豐熙因為任用「おこぜ組」的馬淵嘉平，以其為中心的改革派來進行藩政改革，但結果失敗。
到了幕府末年，第15代的山內豐信（山內容堂）上任，他任用吉田東洋（佐幕派）來進行強勢的藩政改革，但此舉受到保守派門閥（攘夷派）與鄉士的反感，而安政大獄時山內容堂被下令閉門隱居，這時以武市瑞山為首的土佐勤王黨暗殺了吉田東洋，之後山內容堂重新掌政對勤王黨展開報復，將武市瑞山（藩士）及相關黨員進行處決，其中武市瑞山被賜予切腹，經此鎮壓後勤王黨因而解散。此外，吉田東洋門下的後藤象二郎（藩士）、乾退助（之後改名為板垣退助）（藩士）、岩崎彌太郎（浪人、三菱財閥創辦人）等都成為明治時代的代表人物，還有武市瑞山的知己鄉士：坂本龍馬及中岡慎太郎也都是傑出人物。
最後，由坂本龍馬最先發想出大政奉還構想，之後由後藤象二郎透過前土佐藩主山內容堂向第15代的幕府大將軍：德川慶喜提勸，此後結束德川幕府時代，在這個時代轉換中土佐藩成為關鍵性的一角，與另外三個關鍵影響性的藩合稱「薩長土肥」，即是指薩摩藩、長州藩、土佐藩、以及肥前藩。
明治4年（1871年）開始實施「廢藩置縣」政策，土佐藩被改為高知縣，而山內家族在明治17年（1884年）被受封為華族令侯爵。

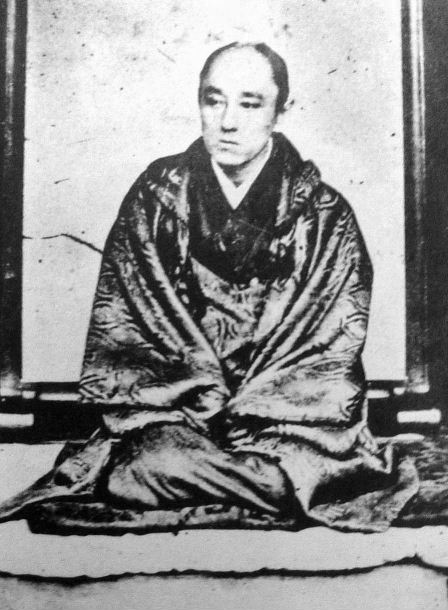
山內容堂
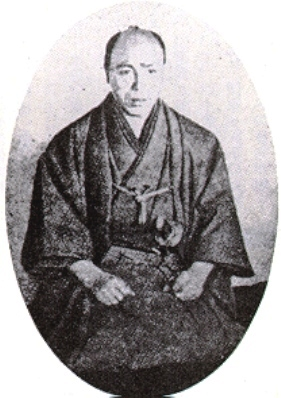
吉田東洋
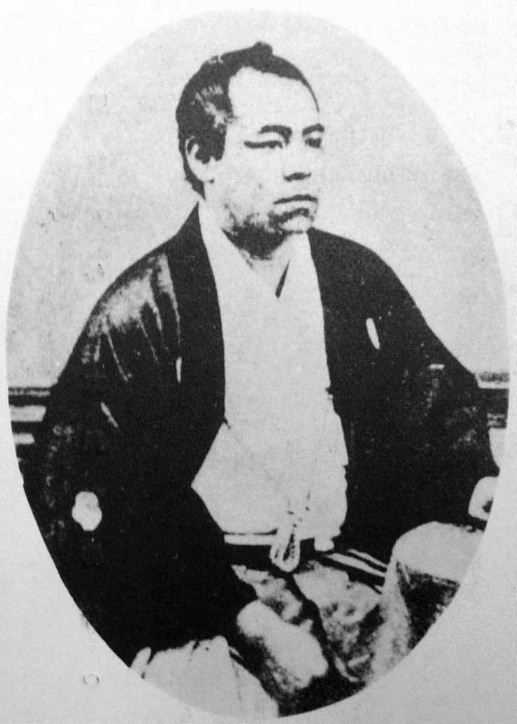
後藤象二郎
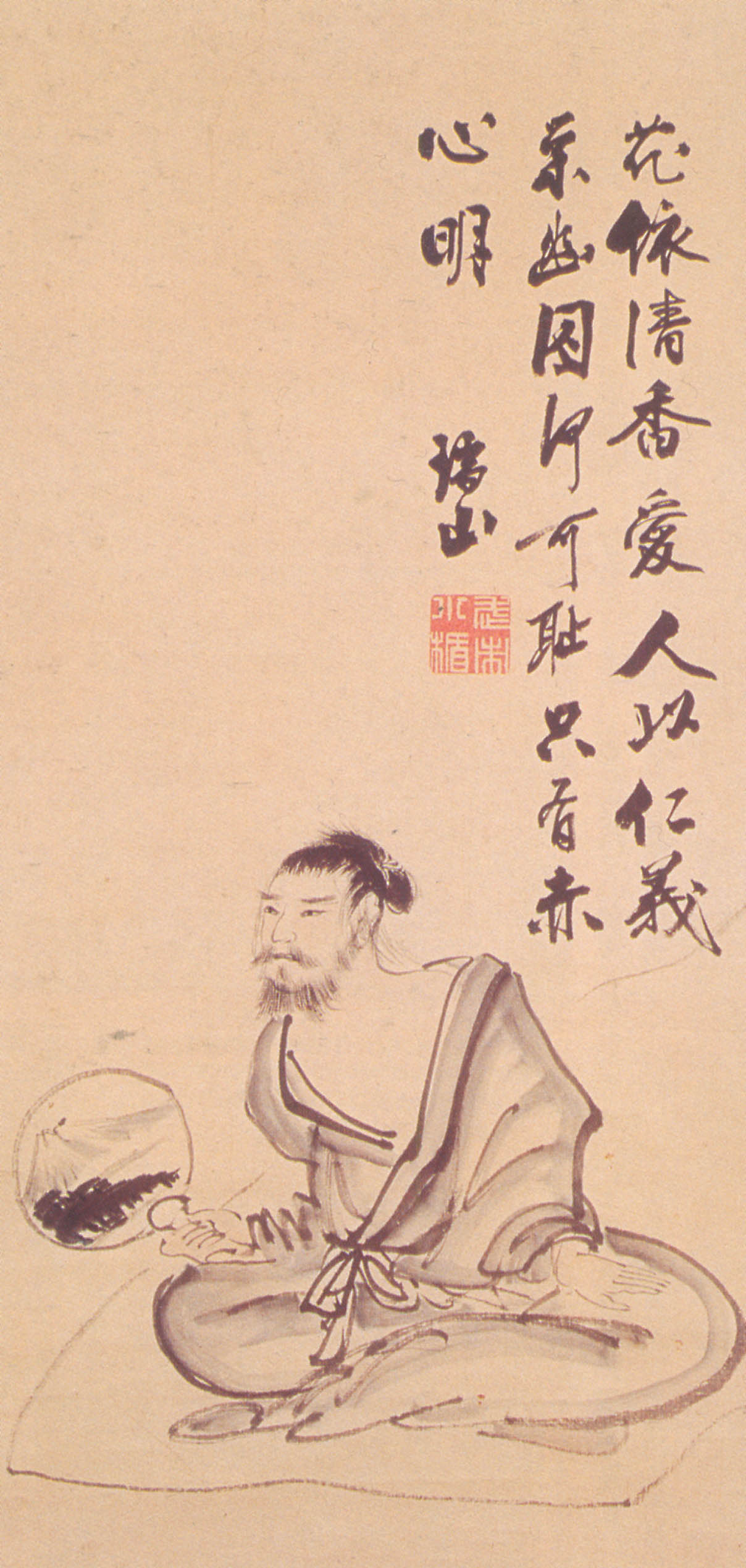
武市瑞山
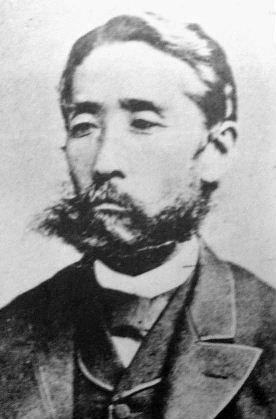
板垣退助
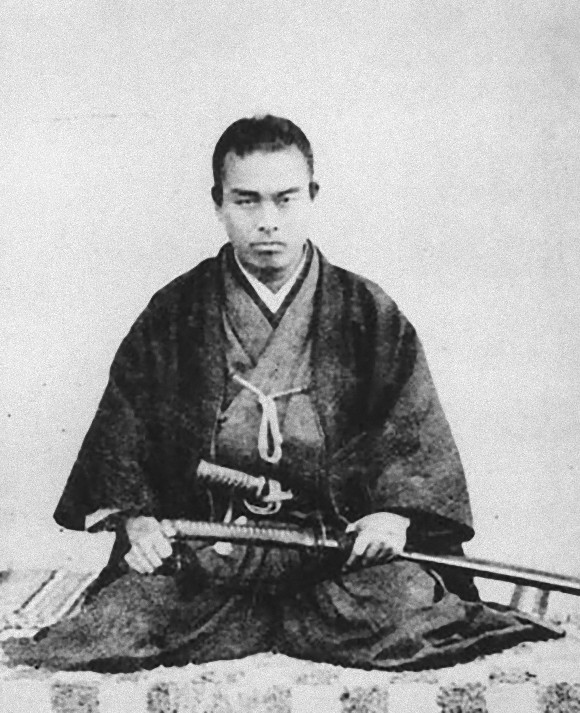
中岡慎太郎

### 土佐藩的石高（穀物年產量）
在16世紀末，在進行太閤檢地時長宗我部氏所申報的土佐國石高只有9.8萬石，到了山内一豐成為藩主後對產量重新進行估算，並在慶長10年（1605年）向幕府申報為20.26萬石。之後元和元年（1615年）時阿波德島藩在淡路国的石高申報從17萬石增至25.7萬石，土佐為了超越也因而增報到25.7萬餘石，其實石高申報的原意是給幕府日後有徵役需求（如大工事或戰爭）時的一項依據（例如每百石徵召5人），不過土佐的增報是為了藩主的面子，山內家必須維持四國第一的地位，因此高報穀產、穀獲量，不過幕府沒有承認山內家的增報，正式的記載依然是20.26萬石。此外常言的24.2萬石其實是根據《武鑑》的俗聞而有。

## 藩領
- 土佐國
  - 安藝郡47村
  - 香美郡30村
  - 長岡郡38村
  - 土佐郡23村
  - 吾川郡40村
  - 高岡郡61村
  - 幡多郡109村

## 歴代藩主
- 山内（やまうち）家

外樣大名　20萬2千6百餘石
1. 一豐（かつとよ）〔從四位下・土佐守、侍從〕

山内家的家紋《土佐柏》

2. 忠義（日语：山内忠義）（ただよし）〔從四位下・土佐守、侍從〕
3. 忠豐（ただとよ）〔從四位下・對馬守、侍從〕
4. 豐昌（とよまさ）〔從四位下・土佐守、侍從〕
5. 豐房（とよふさ）〔從四位下・土佐守、侍從〕
6. 豐隆（とよたか）〔從四位下・土佐守、侍從〕
7. 豐常（とよつね）〔從四位下・土佐守、侍從〕
8. 豐敷（とよのぶ）〔從四位下・土佐守、侍從〕
9. 豐雍（とよちか）〔從四位下・土佐守、侍從〕
10. 豐策（とよかず）〔從四位下・土佐守、侍從〕
11. 豐興（とよおき）〔從四位下・土佐守、侍從〕
12. 豐資（とよすけ）〔從四位下・土佐守、少将〕
13. 豐熈（とよてる）〔從四位下・土佐守、侍從〕
14. 豐惇（とよあつ）〔沒有官位官職〕
15. 豐信（とよしげ）〔從四位下・土佐守、侍從〕
16. 豐範（とよのり）〔從四位下・土佐守、左少将〕

## 明治之後山内氏族的當家者
1. 豐景（とよかげ）〔從四位下・侯爵〕
2. 豐秋（とよあき）〔從四位下・陸軍中校〕
3. 豐功（とよこと）〔從四位下・現山内興産社長〕

## 支藩

### 中村藩
中村藩（なかむらはん）為土佐藩的支藩。

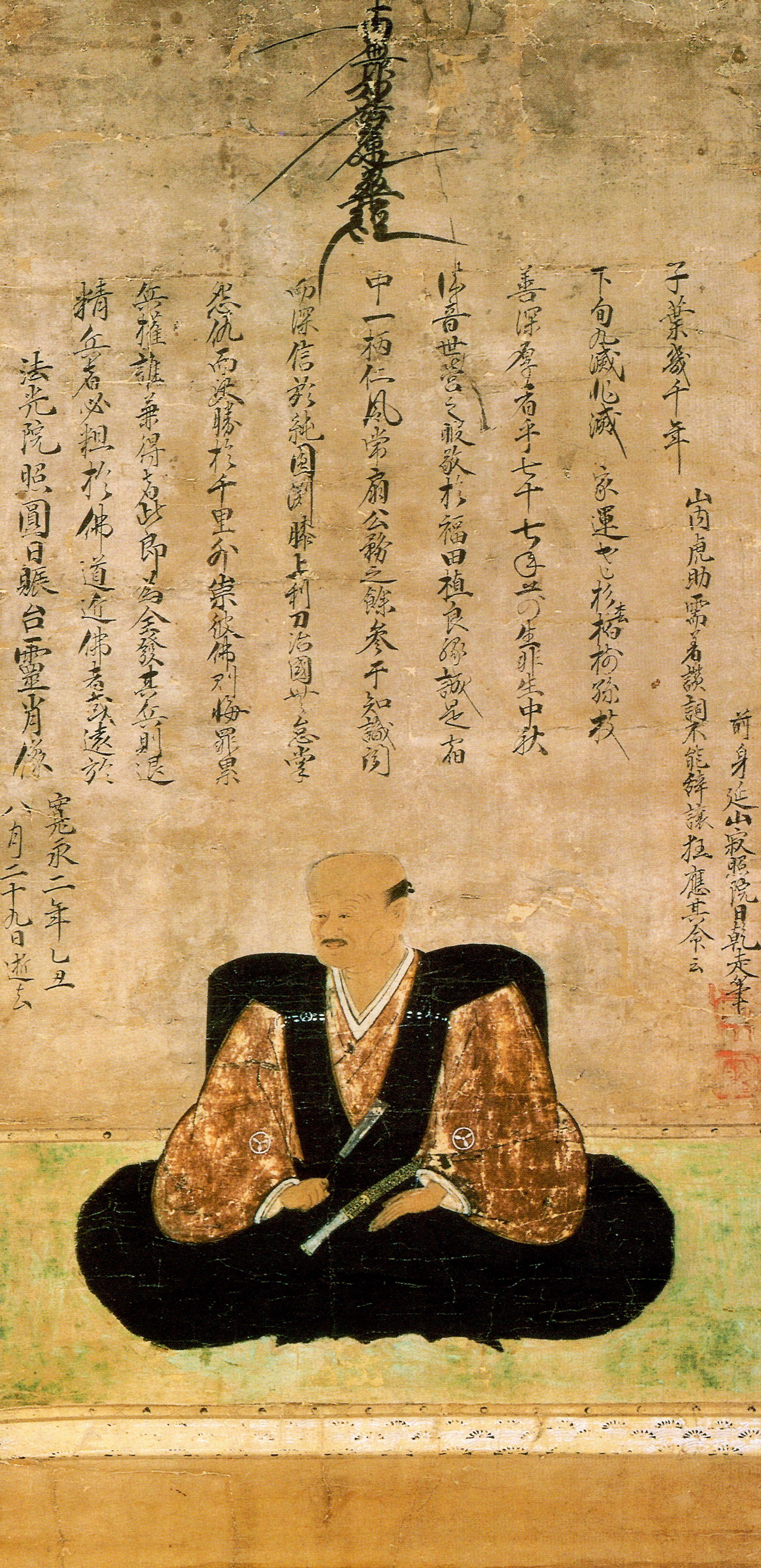
山內康豐，山內一豐之弟。由於一豐無嗣之故，土佐藩的藩主自第二代開始皆為康豐的後裔。

從江戶時代初期開始到中期，共有3代、33年的統領。最初是在明曆2年（1656年）時由土佐藩的第2代藩主：山内忠義的次子：山內忠直，受封幡多郡中村（四萬十市）附近的3萬領地而開始立藩。元祿2年（1689年）第3代的山內豐明因受當時的幕府將軍德川綱吉所寵而破例提拔擔任若年寄的要職，但之後德川綱吉再提拔其擔任更高位的老中時山內豐明卻以病為由而推辭，德川綱吉對此大怒，不僅扣減了他3千石的俸並就此廢藩。
不過，中村藩在尚未立藩前，土佐藩的第1代藩主：山內一豐的弟弟：山内康豐以及他的兒子：山内政豐，經過康豐與政豐的2代治理，從慶長6年（1601年）到寬永6年（1629年）間有了2萬石的政績，此也為日後的立藩打下奠基。

#### 歷代藩主
山内（やまうち）家

##### 第一期
2萬石　（1601年 - 1629年）
1. 康豐（やすとよ）
2. 政豐（まさとよ）

##### 第二期
3萬石　（1656年 - 1689年）
1. 忠直（ただなお）〔從五位下・修理大夫〕
2. 豐定（とよさだ）〔從五位下・右近大夫〕
3. 豐明（とよあきら）〔從五位下・大膳亮　若年寄〕

### 土佐新田藩
土佐新田藩（とさしんでんはん）為土佐藩的支藩，是在江戶時代後期安永9年（1780年）由中村藩的子孫：山内豐産由本藩中切割了1.3萬石的領地而開始立藩，新田藩的藩主不需要參與参觐交代（1635年開始實施），屬於定府大名，新田藩共傳承了6代、90年，到了明治3年（1870年）重新編回土佐藩，稱為高知新田藩。

#### 歷代藩主
- 山内（やまうち）家

1. 豐産（とよただ）〔從五位下・遠江守〕
2. 豐泰（ただよし）〔從五位下・攝津守〕
3. 豐武（とよたけ）〔從五位下・遠江守〕
4. 豐賢（とよかた）〔從五位下・遠江守〕
5. 豐福（とよよし）〔從五位下・遠江守〕
6. 豐誠（とよしげ）〔從五位・侍從〕